# Банновка (Одесская область)
Ба́нновка (укр. Баннівка) — село, относится к Болградскому району Одесской области Украины.
Население по переписи 2001 года составляло 1211 человек. Почтовый индекс — 68750. Телефонный код — 4846. Занимает площадь 1,56 км². Код КОАТУУ — 5121480701.

## История
Банновка основана в 1821 (по другим данным — в 1822 г.) болгарами, которые до этого проживали в г. Измаил, а после указа декабря 1819 г. получили возможность поселиться на пустопорожних государственных землях, откуда в 1807 г. были выселены ногайцы.
А. А. Скальковский пишет: «На месте поселения этой колонии было татарское селище Кирет; впоследствии здесь имел свой хутор болгар, по имени Бано — и оттого названа эта колония Банова» . Таким образом, болгарин Бано — возможный первопоселенец села, который обосновался здесь ещё до прибытия основной группы переселенцев из Измаила. У Ю. А. Карпенко Бано превращается уже в того, кто привел переселенцев из Измаила на новое местожительство.
Действительно, на карте Бауэра второй половины XVIII в. на месте южной окраины современной Б. обозначается поселение Кириит (Kiriit) (Carte de la Moldavie pour server a L’Historie militaire de la guerre entre les Ruses et les Turcs levйe par L’Etat Major sous la direction de F. G. Bawr (1768—1774).). Обращает на себя внимание также то, что на этой карте в нескольких километрах на юго-востоке от села по правому берегу р. Малый Катлабух обозначено поселение, созвучное современному названию — Банкилеи (Bankilei). Быть может, болгарское название — переосмысление на славянской почве названия старого ногайского поселения, а не восходит к реальному имени?
Центральноазиатское родоплеменное объединение кереитов, вероятно, восходит к племенам цзубу, впервые упомянутых в 916 г. в связи с походами монголоязычных киданей на запад. Это разнородное, в основном тюркоязычное, население расселялось по соседству с Ордосом и Ганьсу в современном северном Китае, и по происхождению было близко к древним уйгурам, от которых кереиты унаследовали многие традиции высокой культуры. Интересно, что уже в 1007 г. кереиты приняли христианство несторианского толка.
Впрочем, наряду с тюрко-уйгурскими, кереиты изначально включали и кидансько-монгольские компоненты . В частности, их имя объясняется из монгольского кэрэ «ворон» (мн. число — кэрэит или кэрээт), что связано с тотемистическим культом ворона — мифического предка, родоначальника этой общности .
Могущественнейший в свое время в Центральной Азии кереитский Ван-хан был названым отцом Чингисхана и поначалу поддерживал последнего, однако, в конечном итоге, великий завоеватель разбил кереитов, Ван-хан был убит, а объединение кереитов стало вассалом монголов Чингисхана и в дальнейшем вошло во многие тюркские (керей, киреи, кираит, кирейт и т. п.) и монгольские народы, в том числе в состав ногайцев . Из этого племени происходит и династия крымскотатарских ханов — Гирей.
Кереиты были широко представлены в Буджакской орде, о чём свидетельствует и топонимия края. Помимо рассматриваемого названия, упомянем урочище Кириет, на котором было основано гагаузское поселение Кириет-Лунга .
Что касается этимологии ойконима Б., то следует отметить, что гипотеза известного ономаста Э. М. Мурзаева не верна. Он писал: «„Банновка“ — из болг. баня „термальный источник“, болг. диал. „шахта“, „рудник“, многочисленные болгарские топонимы с Баня означают „минеральный источник“, „курорт“. Слав. баня (распространено и в топонимии — у южных славян, в Венгрии, Словакии) из лат. balneum» .
Действительно, топоним, по аналогии с русским баня — банновка (а не переориентация на диал. банно «грустно», как у Ю. А. Карпенко), превратился из Бановы, ~Бановки в Банновку, однако его первоначальное (и современное народное) название восходит не к русскому слову баня, а к болгарскому личному имени Бано (также Банчо, жен. Бана, фам. Банов), которое, в свою очередь, является сокращением от полных форм Върбан («вербный»), Хубан («хороший») или подобного , либо же — связано с болг., србхрв. бан «господарь», «областной владетель», «отец семейства», то же, что и укр., пол. пан .
Другое устаревшее название села — Беняса, вероятно, происходит из молд. или рум. бэноасэ «доходный», «прибыльный». Ср. с пригородом Бухареста — Беняса, рум. селом — Бэняса.
Село основали переселенцы из Северо-Восточной Болгарии, так называемые туканци или полянци, этнографическая группа, не сохранившаяся в современной Болгарии, а представленная сейчас только в Бессарабии и Приазовье, поскольку значительная часть туканцев в свое время переселилась в Россию, а оставшиеся на родине были ассимилированы представителями других групп болгар, поселившихся вместо ушедших.
В 1827 г., то есть вскоре после основания села, здесь зафиксировано 55 семей, 263 человека (133 мужчины и 130 женщин) (Статистическое описание Бессарабии. С. 449). Они получили в пользование 6480 десятин удобной земли , то есть по 118 десятин на семью или по 24,6 десятины на человека. В 1830 г. к проживавшим здесь присоединились новые переселенцы из Болгарии , однако либо их число было незначительным, либо они относились к такой же этнографической группе, что и жившие в селе, во всяком случае, говор бановцев не претерпел существенных изменений
К 1847 г. численность жителей села выросла до 651 человека (104 семьи) . В 1853 г. здесь насчитывалось 87 семей и 412 душ мужского пола (в 1857 г. — 412 мужчин и 346 женщин) и на семью приходилось 74,4 десятины земли . Таким образом, хотя семьи были и очень многочисленными — в среднем около 9 человек, говорить о земельном голоде не приходилось. Поэтому последовавшее после Парижского мирного договора, завершившего Крымскую войну, и отчленения части Южной Бессарабии, в том числе Б., отошедшей к княжеству Молдавии, массовое переселение жителей села в Приазовье объясняется политическими причинами, прежде всего, тем, что молдавские власти упразднили льготы задунайским переселенцам, которыми они пользовались в Российской империи.
В Приазовье бановцами было основано два села: Бановка и Марьина или Мариновка (болг. нар. Дрипова Банофка) . Вскоре после основания этих дочерних сел, в них числилось, в Бановке — 81 двор и 430 жителей и 88 дворов и 418 человек в Марьине . Сопоставляя число жителей этих сел (848 человек) и количество жителей бессарабской Б. незадолго до выселения (758 человек), можно утверждать, что из села ушло практически все (или все?) население. Откуда же пришло население в опустевшую Б.? Лингвисты утверждают, что на место ушедших в Бановку переселилось несколько семей из болгарского села Шикирлик (совр. пгт Суворово), а также некоторое число украинцев и молдаван . Действительно, начиная с этого времени, в селе фиксируются значительные группы молдаван и украинцев, однако, основную массу все же составляют болгары — в 1907 г. здесь жило 720 болгар, 210 украинцев и 145 молдаван, всего — 1075 человек . Однако шикирликцы не могли составить среди болгар основную массу, поскольку они являлись носителями другого говора, чем современные бановцы. Таким образом, можно предположить, что предки жителей современной Б. в основной массе — выходцы из туканской махалы Болграда, из которого, как известно, в этот период выселилась большая часть населения — как в села, оставшиеся в Российской империи, так и в отошедшие к Молдавии. При этом говор новых переселенцев в село был близок говору его первоначального населения.
Таким образом, можно прийти к казалось бы неожиданному выводу о том, что потомки первопоселенцев села сейчас живут в основном в Приазовье, тогда как современные бессарабские банновцы — потомки первопоселенцев Болграда.
Несмотря на то, что и те, и другие долгое время жили в городах (вспомним, что первые бановцы попали в село из Измаила), склонности к городским занятиям они не проявляли. Это объясняется достаточным количеством земли, которая всегда имелась в общине. Если во многих других селах, где наблюдался устойчивый демографический рост, уже к середине XIX в. начал ощущаться недостаток земель, то массовый исход в Приазовье позволил бановцам на протяжении всей их истории не испытывать давления аграрного перенаселения.
При возвращении села в состав России, на начало 1879 г. здесь имелась церковь, народное училище, 91 дом, 3989 десятин земли, 606 человек населения (320 мужчин и 286 женщин), 210 лошадей, 390 голов крупного рогатого скота, 5015 голов мелкого рогатого скота, 93 огорода и баштана, 46 садов и виноградников и 15 мельниц .
Если исходить из средних показателей естественного прироста населения, характерного для болгар Бессарабии в XIX в., можно предположить, что в конце 1850-х — начале 1860-х годов в Б. переселилось всего порядка 300 человек, потомками которых в основном и являются современные сельчане.
Особое развитие у бановцев получило овцеводство, что могло объясняться наличием достаточных пастбищ. На один двор в 1879 г. здесь приходилось 55 голов мелкого рогатого скота, или 8,3 головы на 1 жителя.
Как и во многих других поселениях потомков задунайских колонистов, трагические события первой половины XX в., а также падение рождаемости, миграции и урбанизация второй половины века, привели к тому, что за последние 100 лет численность его населения практически не увеличилась. По переписи 1979 г. в Б. насчитывалось 1363 жителя, в 1989 г. — 1293, подавляющее большинство из которых составляли болгары. Вероятно, значительные группы украинцев и молдаван села в течение века либо ассимилировались в среде доминирующего этноса, либо выселялись из села. Так, в 1990-х годах в селе числилось 1109 болгар, 23 молдаванина и 18 гагаузов.

## Население и национальный состав
По данным переписи населения Украины 2001 года распределение населения по родному языку было следующим (в % от общей численности населения):
По Банновскому сельскому совету: украинский — 3,96 %; русский — 5,12 %; болгарский — 89,35 %; гагаузский — 0,33 %; молдавский — 0,99 %; немецкий — 0,08 %.
В селе работает общеобразовательная школа. Также есть Дом Культуры. Танцевальный коллектив «Эдельвейс» радует односельчан прекрасными танцами на всяческих мероприятиях.

## Местный совет
68750, Одесская обл., Болградский р-н, с. Банновка, ул. Ленина, 34